# 체체 프라이머리
체체(Tsetse)는 미국의 핵탄두 디자인이다. 척 한센의 연구를 따랐다.
척 한센에 따르면, 미국의 B43 핵폭탄, W44 핵탄두, W50 핵탄두, B57 핵폭탄, W59 핵탄두에 체체 디자인이 사용되었다.

## 같이 보기
- 텔러 울람 디자인
- 파이썬 프라이머리 디자인
- 로빈 프라이머리 디자인